# Muscle du larynx
Les muscles du larynx, (ou muscles intrinsèques du larynx) sont les muscles cervicaux qui constituent un ensemble de muscles striés viscéraux reliant les cartilages du larynx entre eux. Ils interviennent dans la phonation.
Ils comprennent les muscles :
- crico-thyroïdien,
- crico-aryténoïdien postérieur[3],
- crico-aryténoïdien latéral,
- thyro-aryténoïdien,
- aryténoïdien oblique et transverse formant le muscle ary-aryténoïdien,
- cérato-cricoïdien (inconstant),

Dans la littérature, on peut retrouver les muscles extrinsèques du larynx non retenus dans la nomenclature TA2, mais répertoriés différemment. Ces muscles interviennent dans la mobilisation du larynx et comprennent :
- des muscles infra-hyoïdiens[4] :
  - le muscle sterno-hyoïdien,
  - le muscle sterno-thyroïdien,
  - le muscle omo-hyoïdien,
  - le muscle thyro-hyoïdien.
- des muscles supra-hyoïdiens[5]  :
  - le muscle digastrique,
  - le muscle stylo-hyoïdien,
  - le muscle mylo-hyoïdien,
  - le muscle génio-hyoïdien.
- des muscles extrinsèques de la langue[6] :
  - le muscle hyo-glosse
  - le muscle génioglosse
- un  muscle du pharynx :
  - le muscle constricteur inférieur du pharynx.